# Macromeria alba
Macromeria alba là loài thực vật có hoa trong họ Mồ hôi. Loài này được G.L. Nesom mô tả khoa học đầu tiên năm 1989.